# 시의 옹호

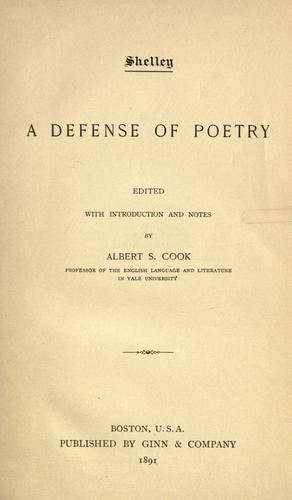
1891년 타이틀 페이지

시의 옹호(원제: A Defense of Poetry)는 눈 영국 시인 퍼시 비시 셸리가 1821년에 쓴 수필로, 1840년인 그의 사후에 처음으로 출판되었다.
그는 수필의 마지막 문장에서 '시인들은 이 세상의 알려져 있지 않은 입법자들이다'라고 말했다.  약 만개의 단어로 구성되어 있으며, 문학을 사회적 목적으로 쓰여진 가장 영향력 있는 문장으로 알려져 있다.

## 배경
이 작품은 셸리의 친구인 토머스 러브 피콕의 글인 " 시의 네 개의 시대들"에 대한 답변을 위해 쓰여졌다.

## 사설적인 도입부
셸리는 시인들이 도덕성을 보여야 하며, 시민 사회에서 법적 규칙을 발전시켜야 한다고 주장하였다.

## 주요 테마들
- 낭만주의
- 삶의 사회적 행동들과 시를 연결시킴, 플라톤과 예수를 예로 설명
- 법의 제정자로서의 시, 시민 사회의 기초자로서의 시를 주장